# Chanteius apoensis
Chanteius apoensis är en spindeldjursart som först beskrevs av Schicha och Corpuz-Raros 1992.  Chanteius apoensis ingår i släktet Chanteius och familjen Phytoseiidae. Inga underarter finns listade i Catalogue of Life.